# 胡西河
胡斯河（烏克蘭語：Хусь）是烏克蘭東北部的河流，屬於蘇拉河的右支流。該河發源自波利奧韋西北面，流經蘇梅州的羅姆內區，河道全長20公里。